# 河和駅
河和駅（こうわえき）は、愛知県知多郡美浜町大字河和にある名古屋鉄道河和線の駅。駅番号はKC19。河和線の終着駅であり、美浜町を代表する駅でもある。

## 歴史
- 1935年（昭和10年）8月1日 - 知多鉄道の駅として開業。
- 1943年（昭和18年）2月1日 - 知多鉄道が名古屋鉄道に合併。
- 1970年（昭和45年）度 - 貨物営業廃止[1]。
- 1979年（昭和54年）4月7日 - 駅ビル（名鉄ストア河和店）が完成し、総合駅に改築[2]。
- 1987年（昭和62年）5月 - 自動改札機設置[3]。
- 2006年（平成18年）7月14日 - トランパス導入[4]。
- 2008年（平成20年）3月20日 - 駅ビルをリニューアルし、パレマルシェ河和として改築。
- 2011年（平成23年）2月11日 - ICカード乗車券「manaca」供用開始。
- 2012年（平成24年）2月29日 - トランパス供用終了。
- 2023年（令和5年）9月30日 - 特殊勤務駅となる[5]。

## 駅構造
櫛形プラットホーム2面4線の地上駅。駅長は配置されない有人駅（特殊勤務駅）で、知多半田駅が当駅を管理する。窓口営業時間は平日が7:30 - 10:30、土休日が8:00 - 12:00と13:00 - 18:00である。2023年（令和5年）9月29日までは終日駅員が勤務していた。名古屋寄りに引上線が1本（3番線から分岐器なしで延びている）ある。河和線は河和口駅 - 当駅間に限り単線である。2番線が本線（分岐器なし）である。
車椅子対応多機能トイレあり。自動改札機の前と各ホームにLED式列車案内（3段表示）が設置されている。

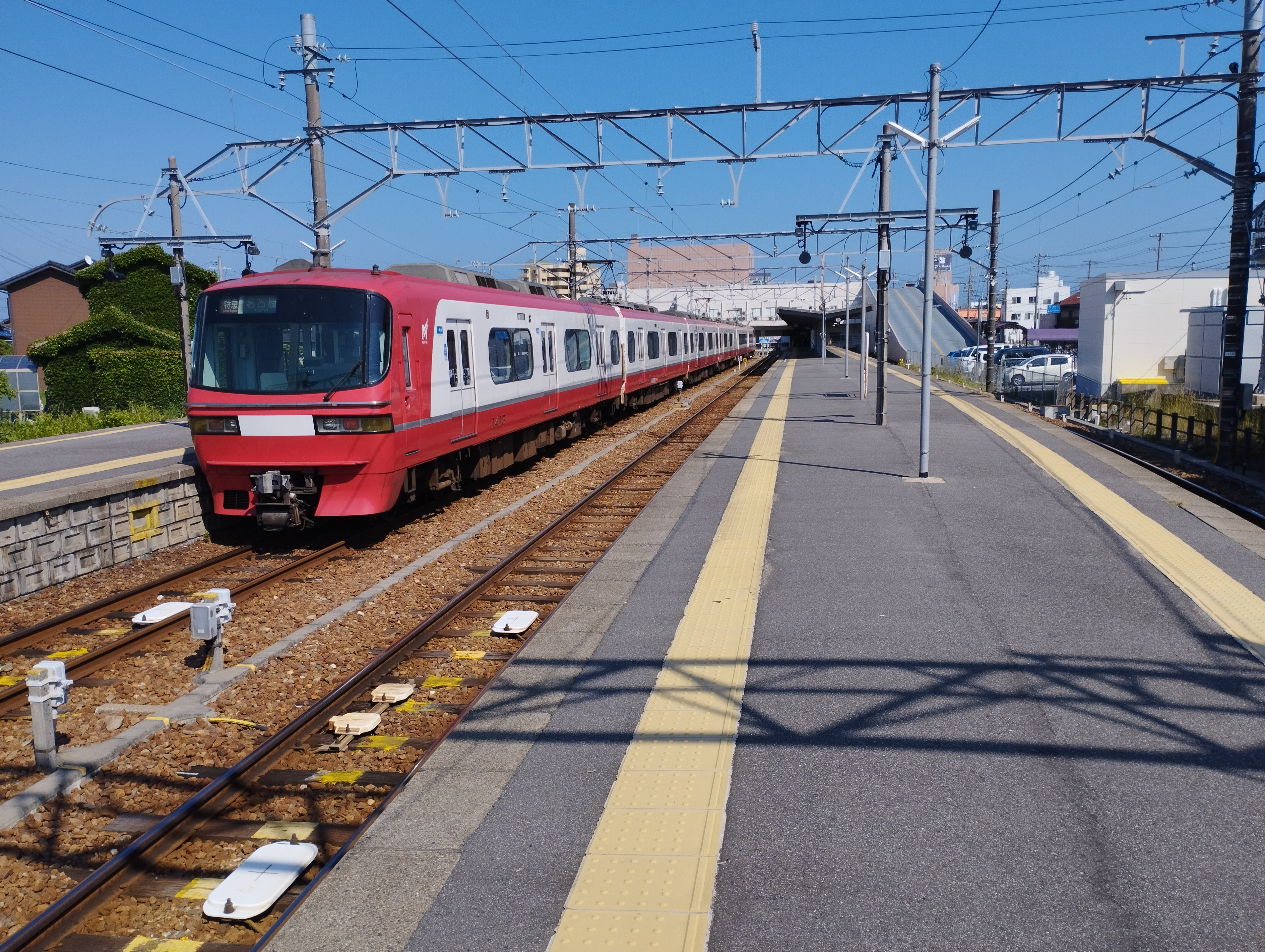
ホーム
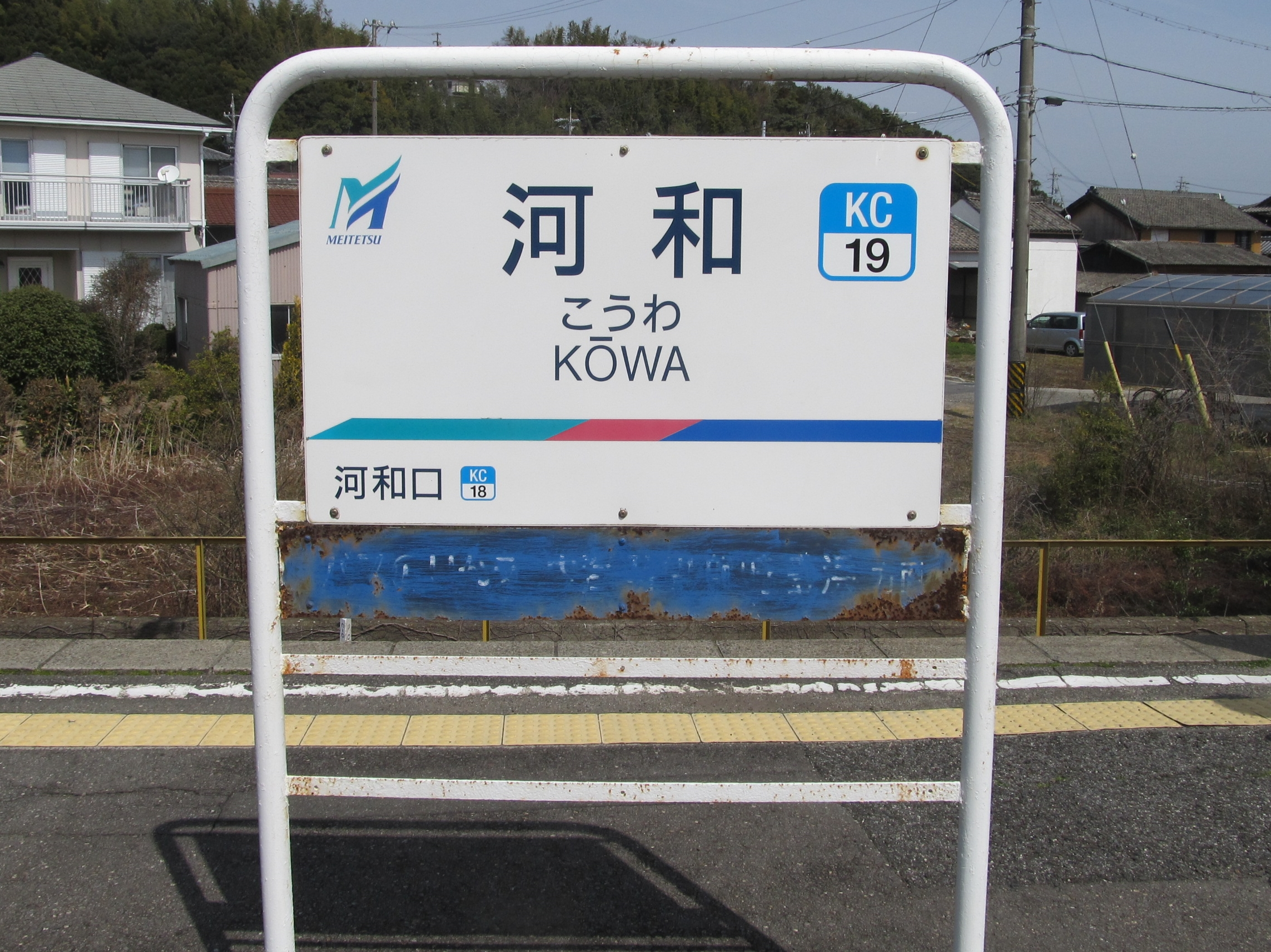
駅名標

### のりば
| 番線  | 路線      | 行先                         |
| ----- | --------- | ---------------------------- |
| 1 - 4 | KC 河和線 | 太田川・金山・名鉄名古屋方面 |

### 配線図
| ← 太田川・ 名古屋方面 | 河和口駅 - 河和駅 構内配線略図 |  |
| 凡例 出典:            |                                |  |

## 利用状況
- 「移動等円滑化取組報告書」によれば、2020年度の1日平均乗降人員は3,113人である[9]。
- 『名鉄120年：近20年のあゆみ』によると2013年度当時の1日平均乗降人員は4,744人であり、この値は名鉄全駅（275駅）中88位、河和線・知多新線（24駅）中10位であった[10]。
- 『名古屋鉄道百年史』によると1992年度当時の1日平均乗降人員は6,144人であり、この値は岐阜市内線均一運賃区間内各駅（岐阜市内線・田神線・美濃町線徹明町駅 - 琴塚駅間）を除く名鉄全駅（342駅）中69位、河和線・知多新線（26駅）中7位であった[11]。
- 「知多半島の統計」によると、当駅の各年度の1日平均乗車人員は以下の通りである[12]。

| 年度               | 1日平均 乗車人員 |
| ------------------ | ---------------- |
| 2010年（平成22年） | 2,350            |
| 2011年（平成23年） | 2,308            |
| 2012年（平成24年） | 2,285            |
| 2013年（平成25年） | 2,365            |
| 2014年（平成26年） | 2,259            |
| 2015年（平成27年） | 2,292            |
| 2016年（平成28年） | 2,280            |
| 2017年（平成29年） | 2,191            |
| 2018年（平成30年） | 2,171            |
| 2019年（令和元年） | 2,055            |

美浜町や南知多町（内海駅周辺の地域を除く）からの通勤・通学などでの利用者が多い。また篠島や日間賀島方面に向かう高速船との乗換駅でもあり、名古屋方面から観光目的で訪れる乗客も多い。

## 駅周辺

### 主な施設
- パレマルシェ河和店（駅ビル、旧・名鉄パレ）
- 国道247号（師崎街道）
- 河和郵便局
- 知多信用金庫
- JAあいち知多グリーンセンター美浜
- 美浜町役場
- 戸塚ヨットスクール
- 河和港高速船ターミナル

### 名所
- 羽豆岬（後述のバスに乗車し、師崎港で下車）

### バス路線

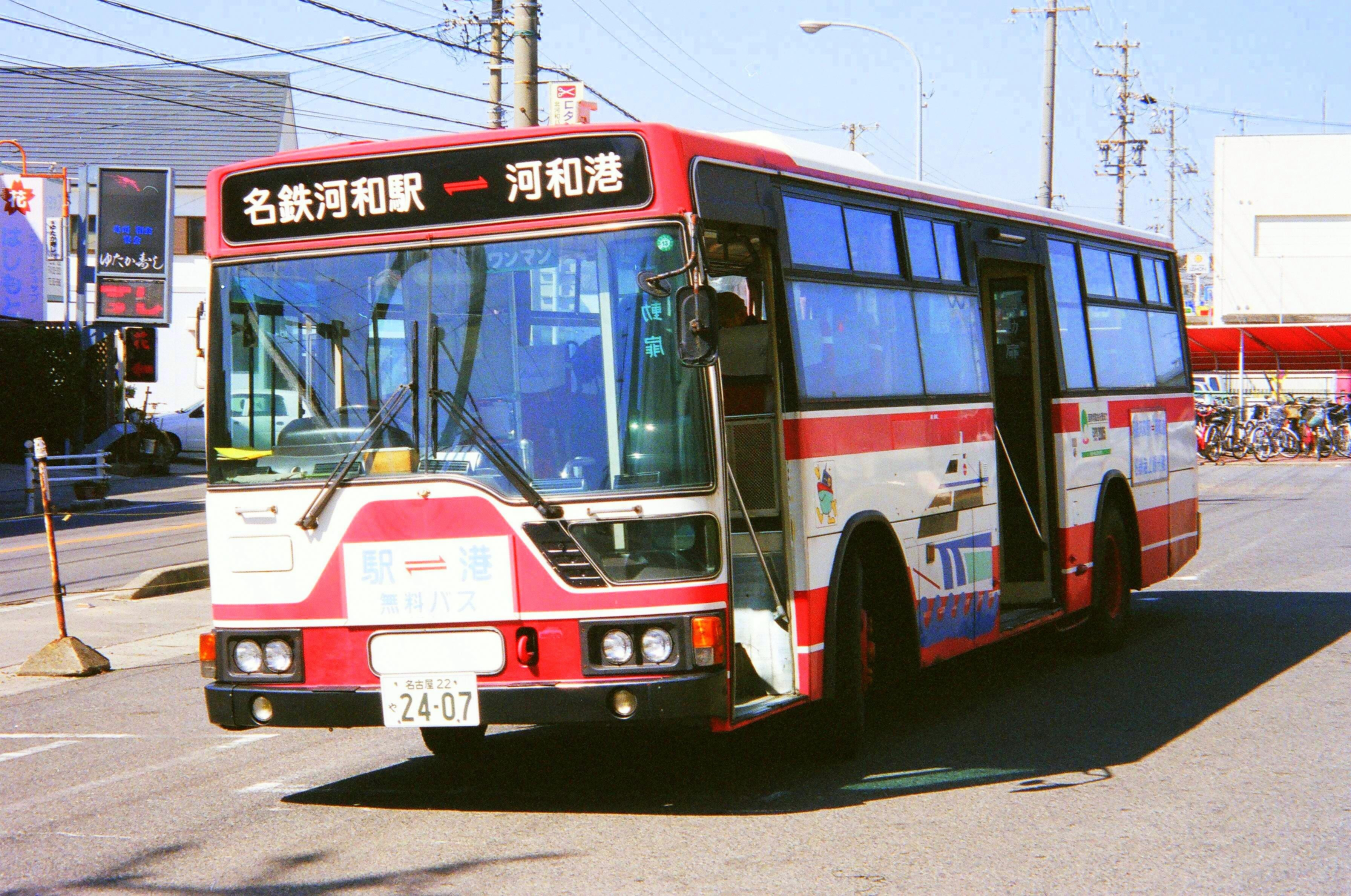
駅と河和港を結んでいた無料送迎バス（1999年）

- 南知多町営バス「海っ子バス」（知多乗合の廃止代替路線）
  - 南知多・美浜環状線（右回り）：師崎港 → 豊浜港・魚ひろば → 豊浜 → 南知多町役場前 → 山海 → 内海駅 → 内海高校前 → 河和駅 → 知多厚生病院 → 山田（南知多病院前）→ 大井 → 師崎港
  - 南知多・美浜環状線（左回り）：師崎港 → 大井 → 山田（南知多病院前） → 知多厚生病院前 → 河和駅 → 内海高校前 → 内海駅 → 山海 → 南知多役場前 → 豊浜 → 豊浜港・魚ひろば → 師崎港
    - 朝夕運行便は一部区間の経路が異なる。

- えびせんべいの里・まるは食堂旅館無料送迎バス
- 美浜町営バス（巡回ミニバス「行ってきバス自然号」）
  - 河和駅前を一日数本発着しているほか、美浜町役場からも利用できる。美浜町内の駅や布土駅跡付近まで行くことができる。

## 隣の駅
名古屋鉄道
KC 河和線
■特急・□快速急行・■急行・■準急・■普通（特急は知多武豊駅まで、快速急行・急行・準急は住吉町駅まで各駅に停車）
河和口駅 (KC18) - 河和駅 (KC19)
- かつては河和口駅 - 当駅間に時志駅が存在した。